# Castiarina crenata
Castiarina crenata es una especie de escarabajo del género Castiarina, familia Buprestidae. Fue descrita científicamente por Donovan en 1805.
Esta especie es endémica de Australia y está muy extendida en la parte sur.